# Miloslav Bednařík
Miloslav Bednařík (n. 30 ianuarie 1965, Olomouc, Cehoslovacia – d. 16 iunie 1989, Brno, Cehoslovacia) a fost un trăgător de tir ce a reprezentat Cehoslovacia, medaliat olimpic. A participat la o ediție a Jocurilor Olimpice (1988) în care a câștigat o medalie de argint.

## Participări
Lista de mai jos prezintă principalele competiții la care a participat Miloslav Bednařík de-a lungul carierei.
- shooting at the 1988 Summer Olympics – mixed trap[*]